# Onthophagus papulatorius
Onthophagus papulatorius är en skalbaggsart som beskrevs av Kabakov 2008. Onthophagus papulatorius ingår i släktet Onthophagus och familjen bladhorningar. Inga underarter finns listade i Catalogue of Life.